# Honda CR-V
O Honda CR-V é um automóvel do tipo crossover SUV compacto produzido pela Honda desde o ano de 1995 que utiliza a mesma plataforma do Honda Civic, a sigla significa Comfortable Runabout Vehicle.

## Galeria
- Primeira geração (1995 - 2001)
- Segunda geração (2001 - 2006)
- Terceira geração (2006 - 2012)
- Quarta geração (2011 - 2018)
- Quinta geração (2017 - 2021)
- Sexta geração (2022 - presente)